# PES 2014
PES 2014 (sottotitolato Pro Evolution Soccer) è un videogioco di calcio, sviluppato da Konami e facente parte della celebre serie di PES.
L'edizione europea di quest'anno non ha nessun testimonial specifico, in quanto Konami ha deciso di dedicare la cover del videogioco all'esclusiva competizione della UEFA Champions League.
È stato l'ultimo gioco della serie PES ad essere prodotto per PSP e PS2, nonché l'ultimo gioco in assoluto ad essere commercializzato per PS2.

## Nuove caratteristiche
- Il gioco è costruito con un nuovo motore grafico Fluidity, derivato dal Fox Engine della Kojima Productions. Si avvale dell'utilizzo del motore middleware Havok per animazioni e fisica dei tessuti.[2] Il gioco è disponibile su Xbox 360, PlayStation 3, PC, PlayStation 2, PlayStation Portable e Nintendo 3DS.[3]
- È presente per la prima volta l'AFC Champions League. Confermate inoltre le licenze di UEFA Champions League, UEFA Europa League (che appare anche come modalità singola), Supercoppa UEFA e Coppa Libertadores.[4]
- Sono stati confermati Pierluigi Pardo e Luca Marchegiani per la telecronaca.[5]
- È stato confermato il ritorno della Modalità Campionato assente in PES 2013.

### Dettagli sulle nuove caratteristiche[6]
- Il nuovo motore beneficerà di una "zona di azione" tripla rispetto a PES 2013. Questo significa che i giocatori lotteranno per il possesso della palla entro un raggio tre volte più grande rispetto a prima.
- I giocatori avranno specifici centri di equilibrio calcolati localizzando il centro di gravità. Sarà possibile spostare, tramite l'utilizzo della levetta, il peso del giocatore per realizzare, ad esempio, delle finte.
- Si potranno strattonare le maglie, che ora sono dei modelli tridimensionali separati dal corpo del giocatore.
- È stata migliorata la parte tattica. Adesso c'è la possibilità di ordinare ai giocatori di rispettare specifiche aree in cui giocare, ad esempio è possibile comandare all'attacco di focalizzarsi sul possesso di palla e cercare spazi anche con una difesa molto bassa.
- Il nuovo motore creerà effetti di illuminazione solare molto realistici, calcolando in tempo reale la posizione e la quantità della luce.
- I modelli dei volti dei giocatori avranno 2 milioni di poligoni contro i 200.000 del precedente motore.
- I giocatori appena comprati, così come tutti i giocatori giovani e di qualsiasi grande squadra, sentiranno la pressione dei media.
- Se i giocatori verranno fischiati, se avranno una personalità alta reagiranno in maniera efficace, se avranno una personalità bassa chiederanno il cambio oppure giocheranno svogliati.
- È presente una "barra di motivazione" del giocatore: i giocatori potranno risentire dell'apporto del pubblico sia in maniera positiva che negativa. Ad esempio un giocatore forte psicologicamente non si abbatterà dopo un gol subito.
- Il pubblico influenzerà quindi i giocatori, che avranno una apposita statistica mentale.
- Il modello del pallone sarà completamente separato dalle animazioni dei giocatori.
- Le animazioni sono state rese molto più realistiche e fluide.
- Verrà aggiunta la modalità portiere.

Il comunicato stampa ufficiale del 2 giugno contiene altre informazioni:
- TrueBall Tech: al centro del gameplay vi sarà il pallone da gioco. Utilizzando lo stick analogico sarà possibile ad esempio stoppare o rallentare il pallone.
- Motion Animation Stability System (M.A.S.S.): si tratta di un nuovo sistema di contrasti. Anziché utilizzare delle animazioni predefinite, il M.A.S.S. calcolerà i contrasti in base a vari parametri tra cui direzione e intensità del contrasto, forza e stazza dei giocatori, e sarà data molta più importanza agli scontri fisici.
- Heart: il supporto dei tifosi sarà molto importante. I giocatori reagiranno in maniera psicologica differente alle situazioni di gioco. I compagni potranno aiutare un giocatore in difficoltà alzandogli il morale, e potranno anche congratularsi con lui per una spettacolare giocata.
- PES ID: il Player ID di PES 2014 è stato ampliato con molti più giocatori e sarà esteso anche alle squadre, che riprodurranno lo stesso stile di gioco di quelle reali.
- Team Play: la nuova funzione "Combination Plan" permetterà di utilizzare numerose tattiche in zone predefinite del campo, al fine di sfruttare meglio i punti deboli avversari.
- The Core: PES 2014 si avvarrà di un nuovo motore grafico. La grafica si avvarrà della tecnologia light mapping per un realismo maggiore. Sono stati inoltre migliorati i calci di punizione e di rigore.

## Presentazione del gioco
- Il 30 maggio è stato divulgato un primo teaser trailer che mostra alcune caratteristiche del Fox Engine: animazioni più fluide, una grafica migliorata (come il ritorno dell'erba in 3D) e un pubblico più realistico.[7]
- Il 4 giugno sono stati mostrati tre screenshot, la cover provvisoria e il comunicato stampa ufficiale che annuncia le principali novità del gioco. Si evince la presenza dell'Allianz Arena.[8]
- Il 6 giugno è stato distribuito un filmato di Konami come anteprima per l'E3 di qualche giorno dopo. Nel filmato è mostrato il produttore Kei Masuda che spiega alcune informazioni sul gioco.[9]
- Tra l'11 ed il 12 giugno sono stati divulgati un paio di nuovi filmati dove viene mostrato un gameplay più fluido, e una serie di foto che evidenziano la nuova grafica, in particolare l'illuminazione.[10][11][12]
- In estate altre informazioni sono state comunicate. Tra le altre cose, in particolare:
  - Il Campionato Master permetterà, per la prima volta, di cambiare squadra ed allenare anche una Nazionale.
  - Sarà possibile giocare online in 11 contro 11.
  - Sarà raddoppiato il numero di giocatori con il Player ID rispetto a PES 2013.
  - L'editor di divise sarà migliorato consentendo l'importazione di immagini anche su maniche, pantaloncini e calzettoni
  - Al day-one il gioco verrà lanciato anche su Steam e su Playstation Store.
  - Ci sarà un sistema di statistiche migliorato, con valori dedicati ai portieri.
  - Sono stati rimossi i filtranti alti troppo precisi presenti in PES 2013.
  - Saranno presenti 3 leghe con 60 squadre completamente personalizzabili, più una seconda divisione da 18 squadre. Ci sarà una lega per ogni continente.
  - Il 18 luglio è stato annunciato che la parte fisica del motore di gioco sarà sviluppata utilizzando lo strumento Havok[13]
  - Il 21 agosto è stata annunciata l'uscita della demo per PS3 e Xbox 360 rispettivamente nelle date 11 e 12 settembre. La demo per Pc sarà disponibile dopo l'uscita del gioco completo.[14].
  - Per mancanza di tempo di sviluppo, non sarà inclusa la pioggia.
  - È stato rimosso l‘editing per creare gli stadi.

## Modalità
Queste sono le modalità disponibili.

### Partita
- Esibizione
- UEFA Champions League
- UEFA Europa League (presente in ps2 col nome "Coppa Master d'Europa")
- UEFA Super cup
- Copa Libertadores
- AFC Champions League
- Ranking Match
- Free Match Lobby
- Team Play Lobby
- Esibizione Watch Mode

### Football Life
- Master League
- Diventa un Mito
- Master League Online

### Competizione
- UEFA Champions League
- UEFA Europa League
- Copa Libertadores
- AFC Champions League
- Competizione Online
- Coppa
- Campionato

### Allenamento
- Allenamento Specifico
- Allenamento Libero

## Squadre e competizioni presenti[16]

### Coppe
- UEFA Champions League
- UEFA Europa League
- Supercoppa UEFA
- Copa Bridgestone Libertadores
- Asian Champions League[17]
- Mondiale per Club (Senza licenza)
- FIFA World Cup (Senza licenza)
- Campionato europeo di calcio (Senza licenza)
- Coppa d'Africa (Senza licenza)
- Coppa d'Asia (Senza licenza)
- Copa América (Con licenza)

### Campionati
- Barclays Premier League:  Manchester Utd unica squadra con licenza, lega senza licenza.
- Ligue 1: Tutte le 20 squadre con licenza, lega con licenza.
- Serie A TIM: Tutte le 20 squadre con licenza, lega senza licenza.
- Eredivisie: Tutte le 18 squadre con licenza, lega con licenza.
- Primera División: Tutte le 20 squadre con licenza, lega con licenza.
- Primeira Liga:  Benfica,  Braga,  Porto e  Paços Ferreira con licenza, lega senza licenza.
- Primera División: Tutte le 20 squadre con licenza, lega con licenza.[18]
- Brasileiro Série A: Tutte le 20 squadre con licenza, lega senza licenza.[19]
- Primera División: Tutte le 18 squadre con licenza, lega con licenza.[20]

Campionati fake Europa, Sudamerica e Asia
- Campionato PEU: 20 squadre europee completamente personalizzabili. (Prendono parte alla Champions League e all'Europa League)
- Campionato PLA: 20 squadre sudamericane completamente personalizzabili. (Non prendono parte alla Copa Libertadores).
- Campionato PAS: 20 squadre asiatiche completamente personalizzabili. (Prendono parte all'AFC Champions League)
- Campionato PDII: 18 squadre completamente personalizzabili (Prendono parte all'Europa League e alla Champions League). Il campionato è universale per tutti i continenti

### Altre squadre (Europa)
- Anderlecht
- APOEL
- Sparta Praga
- Copenaghen
- Nordsjælland
- Bayer Leverkusen
- Bayern Monaco
- Schalke 04
- Olympiacos
- PAOK
- Maccabi Tel Aviv
- Legia Varsavia
- CSKA Mosca
- Zenit San Pietroburgo
- Celtic
- Motherwell
- Galatasaray
- Šachtar

### Altre squadre (Americhe)
- Atl. Goianiense[19]
- Figueirense[19]
- Palmeiras[19]
- Sport Recife[19]

### Altre squadre (Asia)
- Al-Ittihad
- Al-Nassr

### Copa Bridgestone Libertadores
| - Arsenal Sarandí - Boca Juniors - Newell's Old Boys - Tigre - Vélez Sarsfield - Bolívar - San José - The Strongest - Atlético Mineiro - Corinthians - Fluminense - Grêmio - Palmeiras - San Paolo - Dep. Iquique - Huachipato - Universidad de Chile - Deportes Tolima - Millonarios | - Santa Fe - Barcelona SC - Emelec - LDU Quito - León - Toluca - Club Tijuana - Cerro Porteño - Libertad - Olimpia - Real Garcilaso - Sporting Cristal - U. César Vallejo - Defensor Sporting - Nacional - Peñarol - Caracas - Dep. Anzoátegui - Deportivo Lara |

### AFC Champions League
Questi club possono essere utilizzati anche in una partita amichevole
| - C.C. Mariners - Beijing Guoan - Guangzhou E. - Guizhou Renhe - Jiangsu Sainty - Esteghlal - Sepahan - Tractor Sazi - Vegalta Sendai - Urawa Reds - Kashiwa Reysol - Sanfrecce Hiroshima - Al-Gharafa - Al-Rayyan - Al-Jaish - Lekhwiya | - Al-Ahli - Al-Ettifaq - Al-Hilal - Al-Shabab - Seoul - Jeonbuk Hyundai - Pohang Steelers - Suwon Bluewings - Buriram Utd - Muangthong Utd - Al-Ain - Al-Jazira - Al-Nasr - Al-Shabab - Bunyodkor - Paxtakor |

### Nazionali

#### Europa
- Austria
- Belgio
- Bosnia ed Erzegovina1
- Bulgaria
- Croazia1
- Danimarca
- Finlandia
- Francia
- Galles
- Germania
- Grecia
- Inghilterra

- Irlanda
- Israele
- Italia
- Montenegro1
- Paesi Bassi1' 5
- Irlanda del Nord1
- Norvegia
- Polonia
- Portogallo
- Rep. Ceca
- Romania
- Russia

- Scozia
- Serbia
- Slovacchia1
- Slovenia
- Spagna
- Svezia
- Svizzera
- Turchia
- Ucraina1
- Ungheria1

#### Africa
- Algeria1
- Burkina Faso1' 2
- Camerun
- Costa d'Avorio
- Egitto

- Ghana
- Guinea1
- Mali1
- Marocco1
- Nigeria1

- Senegal1
- Sudafrica
- Tunisia1
- Togo1
- Zambia1

#### Nordamerica
- Costa Rica1
- Honduras1
- Giamaica1' 2

- Messico1
- Panama1
- Stati Uniti1

#### Sudamerica
- Argentina
- Bolivia
- Brasile
- Cile
- Colombia

- Ecuador1
- Paraguay1
- Perù
- Uruguay
- Venezuela1

#### Asia e Oceania
- Arabia Saudita1
- Australia
- Cina1
- Corea del Nord1
- Corea del Sud1
- Emirati Arabi Uniti1

- Iran1
- Iraq1
- Giappone1
- Giordania1
- Kuwait1
- Libano1

- Nuova Zelanda
- Oman1
- Qatar1
- Thailandia1
- Uzbekistan1

#### Nazionali classiche
- European Classics1
- World Classics1

In grassetto le nazionali con licenza completa, che comprende divise, volti e nomi reali.
1 = squadra con i nomi dei giocatori fittizi.
2 = nuova introduzione nella serie.
3 = licenziata solo nella versione giapponese.
4 = licenziata solo con il DLC World Tour.
5 = licenziata con il DLC 7.0.

## Stadi

### Con licenza ufficiale
1 = Inizialmente disponibile solo per chi ha effettuato il pre-order PS3, in seguito disponibile per tutti gli utenti PS3 e PC via DLC.
|    | Stadio                             | Nazione        | Squadra            |
| -- | ---------------------------------- | -------------- | ------------------ |
| 1  | Old Trafford                       | Inghilterra    | Manchester Utd     |
| 2  | Wembley Stadium                    | Inghilterra    | Inghilterra        |
| 3  | Allianz Arena                      | Germania       | Bayern Monaco      |
| 4  | Giuseppe Meazza                    | Italia         | Inter              |
| 5  | San Siro                           | Italia         | Milan              |
| 6  | Juventus Stadium                   | Italia         | Juventus           |
| 7  | Estadio da Luz                     | Portogallo     | Benfica            |
| 8  | Stade de France                    | Francia        | Francia            |
| 9  | Estádio Urbano Caldeira            | Brasile        | Santos             |
| 10 | Estádio do Morumbi                 | Brasile        | San Paolo          |
| 11 | El Monumental                      | Argentina      | River Plate        |
| 12 | La Bombonera1                      | Argentina      | Boca Juniors       |
| 13 | King Fahd International Stadium    | Arabia Saudita | Arabia Saudita     |
| 14 | Prince Abdullah Al-Faisal Stadium1 | Arabia Saudita | Al-Ittihad Al-Ahli |
| 15 | Saitama Stadium                    | Giappone       | Urawa Reds         |

### Senza licenza
|    | Stadio                    |
| -- | ------------------------- |
| 16 | Konami Stadium            |
| 17 | Royal London Stadium      |
| 18 | Burg Stadion              |
| 19 | Estadio De Escorpiao      |
| 20 | Estadio del Nuevo Triunfo |

## Palloni
- Classic
- Plain
- WE-PES 00′s
- WE-PES 30′s
- WE-PES 40′s
- WE-PES 50′s
- WE-PES 60′s
- WE-PES 2002
- WE-PES 2003
- WE-PES 2007
- WE-PES 2008
- WE-PES 2009 Claw
- WE-PES 2010
- WE-PES 2011
- WE-PES 2012
- WE-PES 2013
- WE-PES 2014
- Adidas Predator Glider - Blue
- Adidas Predator Glider - Green
- Nike INCYTE
- Puma Powercat 1.12
- Puma King Match
- Umbro NEO 150 ELITE
- Umbro CERAMICA

A questi vanno aggiunti i palloni esclusivi e dedicati alle modalità della UEFA Champions League, UEFA Europa League, Supercoppa UEFA e della Copa Libertadores, oltre a quelli dei campionati sotto licenza.

## Aggiornamenti

### Patch
Patch 1.01
È stata pubblicata il 18 settembre 2013.
Essa aggiunge la modalità online e apporta alcuni cambiamenti al gameplay per quanto riguarda i tiri migliorati e la reattività, in base a i feedback ricevuti dopo la demo.
Patch 1.02
È stata pubblicata il 10 ottobre 2013 solo per Xbox 360.
Essa aumentare la velocità di download del DLC 1.0. Non risolve però i problemi relativi al DLC 1.0.
Patch 1.03
È stata pubblicata il 24 ottobre 2013 solo per Xbox 360.
Essa risolve i problemi relativi al DLC 1.0 e alle modalità online.
Patch 1.04
È stata pubblicata il 16 novembre 2013 per PS3 e Xbox 360 ed il 18 novembre 2013 per PC.
Essa apporta numerose migliorie al gameplay, risolve alcuni bug, introduce la modalità 11 vs 11 e predispone il gioco al DLC 2.00.
Patch 1.06
È stata pubblicata il 20 dicembre 2013 solo per PC.
Essa apporta numerose migliorie alla modalità online, risolvendo alcuni bug ed introducendo più impostazioni telecamera. Inoltre predispone il gioco al DLC 3.00 e ai DLC relativi ai preorder.
Patch 1.07
È stata pubblicata il 12 febbraio 2014 per PS3 e Xbox 360 ed il 13 febbraio 2014 per PC.
Essa sistema diversi problemi tra cui la poca sensibilità del cursore in "Schema di gioco". Su PS3 risolve nella maggior parte dei casi il problema del riavvio della PS3 con i "3 bip".
Patch 1.10
È stata pubblicata il 25 marzo 2014 per Xbox 360, il 26 marzo 2014 per PS3 ed il 22 aprile 2014 per PC.
Essa sistema diversi problemi del Campionato Master e del Campionato Master Online relativi ai trasferimenti e alle sostituzioni; anche il gameplay del gioco risulta cambiato per alcuni aspetti. Inoltre predispone il gioco al DLC 5.00 e ai DLC World Challenge.
Patch 1.13
È stata pubblicata il 9 maggio 2014 per PC ed il 14 maggio 2014 per PS3 e Xbox 360.
Essa predispone il gioco al DLC 6.0 e nella versione PC risolve il blocco del gioco in alcune partite del Campionato Master Online.
Patch 1.16
È stata pubblicata il 24 giugno 2014 per PS3 ed il 25 giugno 2014 per Xbox 360 e PC.
Essa risolve alcuni problemi relativi alla divisa dei Paesi Bassi in seguito all'installazione del DLC 7.0.

### DLC
DLC 1.00
È stato pubblicato il 18 settembre 2013 per PC, PS3 e Xbox 360.
Esso sistema alcune divise ed aggiungere le terze per molti club. Inoltre aggiunge i palloni ufficiali dei campionati argentino e cileno, disponibili nella modalità campionato e Master League.
DLC 2.00
È stato pubblicato il 16 novembre 2013 per PS3 e Xbox 360 ed il 18 novembre 2013 per PC.
Esso aggiorna le rose al calciomercato estivo, aggiunge circa 800 nuovi volti e 12 nuovi scarpini, ed infine perfeziona le divise di Barcellona, Inter, Motherwell, Almeria, Villarreal, Elche.
3rd Kits Pack
È stato pubblicato il 10 dicembre 2013 per Xbox 360 e l'11 dicembre 2013 per PS3.
Esso aggiunge le terze maglie di Inter, Juventus e Manchester United che inizialmente erano disponibili solo per chi aveva effettuato il pre-order del gioco.
European Classic Kits
È stato pubblicato il 10 dicembre 2013 per Xbox 360 e l'11 dicembre 2013 per PS3.
Esso aggiunge le maglie home classiche di alcune squadre europee: Milan 1899, Benfica 1961-62, Roma 1982-83 che inizialmente erano disponibili solo per chi aveva effettuato il pre-order del gioco.
South American Classic Kits
È stato pubblicato il 10 dicembre 2013 per Xbox 360 e l'11 dicembre 2013 per PS3.
Esso aggiunge le maglie home classiche di alcune squadre sudamericane: Racing Club Avellaneda 1967, Santos 1968, Colo-Colo 1992, San Paolo 1993, Universidad de Chile 1996, Boca Juniors 1997 che inizialmente erano disponibili solo per chi aveva effettuato il pre-order del gioco.
DLC 3.00
È stato pubblicato il 20 dicembre 2013 solo per PC.
Esso aggiorna le divise home della Spagna e della Germania con le nuove che saranno utilizzate per i Mondiali. Nella versione PC aggiunge anche i 4 Pack pre-order per divise e stadi precedentemente presenti su PS3 ed Xbox 360.
Stadium Pack
È stato pubblicato il 22 gennaio 2014 in esclusiva per PS3 per aggiungere gli stadi inizialmente disponibili solo con il pre-order. Gli stadi sono La Bombonera e il Prince Abdullah Al-Faisal Stadium. Gli stadi di questo pack sono stati aggiunti anche nella versione PC con il DLC 3.00.
DLC 4.00
È stato pubblicato il 27 febbraio 2014 per PS3 e Xbox 360 e l'8 aprile per PC.
Esso aggiorna le rose al calciomercato invernale, aggiungere 16 nuovi scarpini e 5 palloni, tra cui quello utilizzato per la finale di Champions League. Esso aggiorna anche diverse divise, tra cui quelle della Roma e quelle home delle nazionali di Spagna, di Germania e di Francia con le nuove che saranno utilizzate per i Mondiali.Questo DLC inoltre, integra i 4 Pack pre-order per divise pubblicati singolarmente in precedenza.
DLC 4.20
È stato pubblicato il 3 marzo 2014 per PS3 e Xbox 360.
Esso risolve alcuni problemi relativi alle divise extra, dovuti al DLC 4.00.
DLC 4.30
È stato pubblicato il 4 marzo 2014 per PS3 e Xbox 360.
Esso risolve ulteriori problemi, questa volta riguardanti l'aspetto di alcuni giocatori, dovuti al DLC 4.00 e rimasti irrisolti nel DLC 4.20.
DLC 5.00
È stato pubblicato il 25 marzo 2014 per Xbox 360, il 26 marzo 2014 per PS3 ed il 22 aprile 2014 per PC.
Esso aggiunge 11 nuovi scarpini e il pallone Adidas Brazuca utilizzato per i Mondiali. Esso aggiorna anche 127 volti, alcuni già presenti e molti nuovi. Infine aggiorna le divise home delle nazionali del Portogallo e dell'Australia, quelle away di Spagna e Germania, e quelle complete di Ghana, Grecia, Italia, Repubblica Ceca e Turchia.
World Challenge
È il primo DLC a pagamento di PES ed è stato pubblicato il 25 marzo 2014 per Xbox 360, il 26 marzo 2014 per PS3 ed il 12 giugno 2014 per la versione Steam per PC al prezzo di 9,99 €.
Esso aggiunge una nuova modalità Coppa Internazionale, giocabile normalmente oppure con un giocatore singolo come in Diventa un Mito, e la licenza ufficiale del Brasile. La nuova modalità Coppa Internazionale includerà anche le fasi di qualificazioni al torneo, divise per continente.
DLC 6.00
È stato pubblicato il 20 maggio per Ps3 e Xbox 360 ed il 22 maggio 2014 per PC.
Esso aggiunge la Copa Libertadores 2014 con tutte le squadre, le divise ed il pallone ufficiali. Aggiorna le divise away delle nazionali del Portogallo, dell'Australia, del Brasile e della Francia, e quella completa dell'Inghilterra. Infine aggiunge un paio di scarpini Umbro.
DLC 7.00
È stato pubblicato il 12 giugno 2014 per Ps3 e Xbox 360 ed il 25 giugno 2014 per PC.
Esso aggiunge la licenza completa dei Paesi Bassi, aggiorna 228 volti (alcuni già presenti e molti nuovi), ed aggiorna le rose delle nazionali alle convocazioni mondiali del 5 giugno. Infine aggiunge un paio di scarpini Mizuno.

## Telecronisti
- Versione italiana: Pierluigi Pardo e Luca Marchegiani.[5]
- Versione inglese: Jon Champion e Jim Beglin.
- Versione francese: Grégoire Margotton e Darren Tulett.
- Versione spagnola: Carlos Martínez e Julio Maldonado.
- Versione argentina: Mariano Closs e Fernando Niembro.
- Versione brasiliana: Silvio Luiz e Mario Beting.
- Versione cilena: Fernando Solabarrieta e Patricio Yañez.
- Versione latinoamericana: Christian Martinoli e Luis García.
- Versione giapponese: Jon Kabira, Hiroshi Nanami e Tsuyoshi Kitazawa
- Versione araba: Raouf Khlif.
- Versione turca: Ali Kerim Öner e Hasan Ali Mustan.

## Colonna sonora
1. Dario G - Carnaval de Paris
2. Elbicho, Ojos de Brujo, J.Carmona - Guajira Guantanamera
3. Sergio Vainikoff - Para todos fútbol
4. Luciano Pavarotti - Nessun Dorma